# Cerberilla chavezi
Cerberilla chavezi is een slakkensoort uit de familie van de Aeolidiidae. De wetenschappelijke naam van de soort is voor het eerst geldig gepubliceerd in 2007 door Hermosillo & Valdés.